# Епархия Черрето-Саннита-Телезе-Сант-Агата-де-Готи

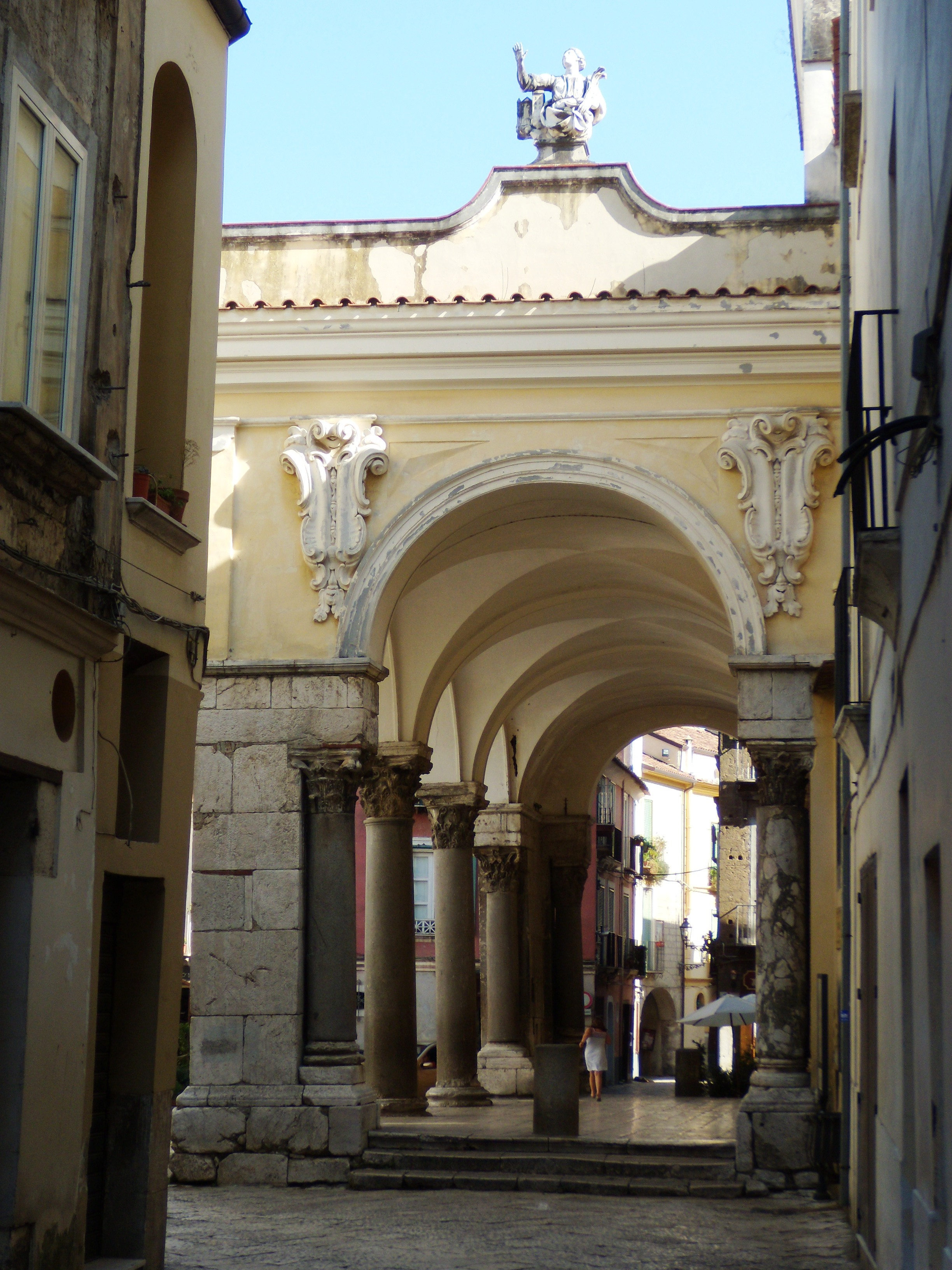
Собор Святой Агаты, Сант-Агата-де-Готи

Епархия Черрето-Саннита-Телезе-Сант-Агата-де-Готи (лат. Dioecesis Cerretana-Thelesina-Sanctae Agathae Gothorum, итал. Diocesi di Cerreto Sannita-Telese-Sant'Agata de' Goti) епархия Римско-католической церкви, в составе митрополии Беневенто, входящей в церковную область Кампании. В настоящее время епархией управляет епископ Микеле Де Роза. Почётный епископ — Феличе Леонардо.
Клир епархии включает 75 священников (59 епархиальных и 16 монашествующих священников), 1 диакон, 17 монахов, 90 монахинь.
Адрес епархии: Piazza L. Sodo 1, 82032 Cerreto Sannita [Benevento], Italia.

## Территория
В юрисдикцию епархии входят 60 приходов в Кампании, в городах Черрето-Саннита, Телезе-Терме и Сант-Агата-де-Готи.
Кафедра архиепископа находится в городе Черрето-Саннита в церкви Святейшей Троицы. Сокафедральные соборы находятся в городах: Сант-Агата-де-Готи — собор Святой Агаты и Телезе-Терме — собор Святого Креста.

## История
Кафедра Телезе была основана до V века. В этом веке Флорентий, епископ Телезе упоминается среди участников Римского собор 465 года. С VI по XI век епархия пережила упадок из-за войн между византийцами, лангобардами и арабами; вероятно было прервано епископское преемство. В 969 году епархия стала епископством-суффраганством архиепархии Беневенто.
В 1139 году Телезе был разрушен вследствие войны между Райнульфо ди Алифе и Роджером II Сицилийским, но уже в следующем году новый город Телезе начал расстраиваться вокруг собора Святого Креста.
Вследствие землетрясения 1349 года в Телезе начались выбросы паров серы, и епископы были вынуждены покинуть город и селиться в разных местах: Масса Супериоре или Рокка-де-Эпископо, Черрето , Файккьо и Гуардия-Санфрамонди. Епископ Анджело Массарелли в XVI веке был секретарем Папы Юлия III и участником Тридентского собора при Папе Павле IV.
В 1593 году епископ Чезаре Беллокки основал в Черрето-Саннита епархиальную семинарию.
В начале XVII века епископ Эудженио Савино покинул Гуардия-Санфрамонди и окончательно поселился в Черрето-Саннита, где местный аристократ в дар епархии передал свой дворец, ставший резиденцией епископов. Перенос кафедры в Черрето вызвал гнев со стороны представителей рода Гримальди, сеньоров Телезе, обратившихся с иском к Папе, который в 1612 году утвердил перенос кафедры епархии и капитула.
Землетрясение 5 июня 1688 году привело к масштабным разрушениям в Черрето-Саннита, Гуардия-Санфрамонди и других поселениях на территории епархии. В 1749 году епископ Филиппо Джентили передал семинарии новое и большое здание.
С 1800 по 1818 год епископская кафедра была вакантной, затем последовало объединение епархии Телезе или Черрето с епархией Алифе. 27 июня 1818 года епархия Алифе была упразднена буллой De utiliori Папы Пия VII, но следующей буллой Adorandi от 14 декабря 1820 года епархия была восстановлена и к ней присоединена епархия Телезе или Черрето. Это объединение вызвало широкое недовольство, и, когда король Фердинанд II в 1852 году посетил Черрето Саннита, местное духовенство обратилось к нему с просьбой восстановить епархию. Спустя несколько месяцев, 6 июля 1852 года буллой Compertum Папы Пия IX епархия была восстановлена.
Первым известным по имени епископом Сант-Агата-де-Готи был епископ Мандельфредо (или Мадельфридо) в 970 году. Но ещё до него кафедру Санкт-Агата-де-Готи занимали другие епископы.
Собор Святой Агаты был освящен Папой Пасхалием II 4 сентября 1110 года.
В XIII веке епископ Санкт-Агата-де-Готи получили в удел феод Баньоли и титул баронов.
27 июня 1818 года буллой De utiliori Папы Пия VII епархия Сант-Агата-де-Готи была объединена с епархией Ачерры по принципу aeque principaliter , но в декабре 1854 года по указу Папы Пия IX епархии были разделены. Этим указом епархии Ачерры отошла часть территории епархии Сант-Агата-де-Готи.
30 сентября 1986 года епархии Телезе или Черрето и Сант-Агата-деи-Готи были объединены.

## Ординарии епархии

### Кафедра Телезе или Черрето
- Флоренцио[итал.] (упоминается в 465);
- Аньелло[итал.] (487);
- Менна[итал.] (601);
- Святой Палерио[итал.] (IX век);
- Арнальдо[итал.] (1068);
- Джильберто[итал.] (1075);
- Томмазо (1080);
- Пьетро[итал.] (1178—1189);
- Лучано (1214);
- Рао (1240—1286);
- Салемус (16.07.1286 — 1296)
- Джакомо I (1296—1325);
- Джованни Аризио (21.05.1326 — 1328);
- Томмазо I (07.11.1328 — 1340);
- Томмазо II (06.07.1340 — 1345);
- Маттео Гвильянд (15.07.1345 — 1348) — францисканец;
- Доменико (10.11.1348 — 1353) — францисканец;
- Джакомо II[итал.] (29.01.1353 — 1372);
- Джакомо III (14.07.1372 — 1398) — назначен епископом Никастро;
- Клементе да Наполи (26.08.1399 — 1413) — августинец-еремит;
- Маркуччо Бранча (20.01.1413 — 1452);
- Фердинандо Джимель (11.01.1454 — 1458);
- Меоло де Маскабруни (14.06.1459 — 08.10.1464) — назначен епископом Муро Лукано;
- Маттео Гвидичи (08.10.1464 — 17.12.1483) — назначен епископом Атри и Пенне;
- Тройло Аньези (17.12.1483 — 12.02.1487) — назначен епископом Лавелло;
- Пьетро Палагарио (26.01.1487 — 1505);
- Андреа Риччо (24.10.1505 — 1515);
- Бьяджо Каропипе[итал.] (01.06.1515 — 10.07.1524);
- Джованни Грегорио Пероски (08.08.1524 — 1525);
- Мауро де Претис (06.10.1525 — 1533);
- Себастьяно Де Бонфильис (14.02.1533 — 1540);
- Альберико Джаквинто (30.04.1540 — 1548);
- Джованни Бероальдо (14.03.1548 — 01.10.1557) — назначен епископом Сант-Агата-де-Готи;
- Анджело Массарелли[итал.] (15.12.1557 — 17.07.1566);
- Керубино Лавозио (19.08.1566 — 23.04.1577) — августинец-еремит;
- Аннибале Каттанео (15.10.1578 — 1584);
- Джованни Стефано де Урбьета (17.12.1584 — 1587) — доминиканец;
- Чезаре Беллоккьо (12.10.1587 — 17.11.1595);
- Эудженио Савино (27.03.1596 — 1604);
- Плачидо Фава (17.11.1604 — 14.09.1605) — оливетанец;
- Эудженио Каттанео[итал.] (13.02.1606 — 1608) — барнабит;
- Джованни Франческо Леоне[итал.] (15.12.1608 — 14.04.1613);
- Сигизмондо Гамбакорта[итал.] (15.07.1613 — 1636);
- Пьетро Паоло де Рустичи[итал.] (16.03.1637 — 14.12.1643) — бенедиктинец, назначен епископом Изернии;
- Пьетро Мариони (18.04.1644 — 1659);
- Пьетро Франческо Мойя (01.09.1659 — 1675) — сомаскинец;
- Доменико Чито (06.05.1675 — 1684) — доминиканец;
- Джованни Баттиста де Беллис[итал.] (24.04.1684 — 1693);
- Бьяджо Гамбаро[итал.] (22.12.1693 — 1721);
- Франческо Баккари[итал.] (14.01.1722 — 1736);
- Антонио Фалангола[итал.] (10.07.1736 — 29.05.1747) — назначен епископом Казерты;
- Филиппо Джентиле[итал.] (20.11.1747 — 25.06.1771);
- Филиберто Паскале (23.09.1771 — 20.02.1788);
- Винченцо Луполи[итал.] (27.02.1792 — 01.01.1800);
  - Sede vacante (1800—1818) .

### Кафедра Телезе или Черрето и Алифе
- Раффаэле Лонгобарди (07.09.1818 — 23.09.1822);
- Джованни Баттиста де Мартино ди Пьетрадоро (10.03.1824 — 01.05.1826);
- Карло Пуоти (03.07.1826 — 14.03.1848);
- Дженнаро Ди Джакомо[итал.] (22.12.1848 — 1852).

### Кафедра Телезе и Черрето
- Луиджи Содо[итал.] (27.06.1853 — 30.07.1895);
- Анджело Микеле Яннаккино (29.11.1895 — 1918);
- Джузеппе Синьоре (20.06.1918 — 01.12.1928);
- Сальваторе Дель Бене[итал.] (15.12.1928 — 06.04.1957);
- Феличе Леонардо (22.07.1957 — 30.09.1986) — назначен епископом Черрето-Саннита-Телезе-Сант-Агата-де-Готи.

### Кафедра Сант-Агата-де-Готи
- Мандельфредо (970);
- Аделардо (упоминается в 1000);
- Бернардо (упоминается в 1075);
- Энрико (1108—1143);
- Андреа (упоминается в 1152);
- Джованни I (1161);
- Орсоне (1161—1190);
- Джованни II (1190—1213);
- Джованни III (1213);
- Джованни IV (1234);
- Пьетро (1254) — францисканец;
- Никола де Морроне (1262—1282);
- Эустакьо (17.09.1282 — 1294) — доминиканец;
- Джованни V (1294—1295) — апостольский администратор;
- Гвидо да Сан-Микеле (1295) — францисканец;
- Роберто Феррари (1318—1327);
- Пандольфо (1327—1342);
- Джакомо Мартоно (04.02.1344 — 23.03.1351) — назначен епископом Казерты;
- Никола I (23.03.1351 — 1386);
- Никола II (25.08.1386 — 1391) — назначен епископом Венче;
- Джакомо Папа (26.10.1394 — 1399);
- Пьетро Гаттула (08.01.1400 — 17.05.1423) — назначен архиепископом Бриндизи;
- Раймондо дельи Уготти (23.07.1423 — 18.12.1430) — базилианец, назначен епископом Бояно;
- Джозуэ Мормиле (10.12.1430 — 23.07.1436) — назначен епископом Тропеи;
- Антонио Бретони (06.02.1437 — 18.04.1440) — назначен архиепископом Сорренто;
- Галеотто де ла Ратта (27.04.1442 — 1455);
- Аморотто (12.09.1455 — 1468);
- Пьетро Античи Маттеи (17.04.1469 — 05.06.1472) — назначен епископом Джовинаццо;
- Марино Морола (Морони) (05.06.1472 — 02.02.1487);
- Пьетро Паоло Капобьянко (16.02.1487 — 1505);
- Альфонсо Карафа (30.07.1505 — 27.08.1512) — назначен епископом Лучеры;
- Джованни Ди Луиджи (27.08.1512 — 1519);
- Джованни Де Дженнаро (Гвевара) (19.06.1523 — 1556);
- Джованни Бероальдо (01.10.1557 — 1565/1566);
- Феличе Перетти (15.11.1566 — 17.12.1571) — избранный епископ, назначен епископом Фермо, после избран Папой под именем Сикста V;
- Винченцо Чизони (06.02.1572 — 17.01.1583) — доминиканец;
- Феличано Нингварда[итал.] (31.01.1583 — 17.10.1588) — доминиканец, назначен епископом Комо;
- Джованни Эванджелиста Пеллео (17.10.1588 — 1595) — францисканец-конвентуал;
- Джулио Сантуччо (11.12.1595 — 1607) — францисканец-конвентуал;
- Этторе Диоталлеви (04.02.1608 — 16.09.1635) — назначен епископом Фано;
- Джованни Агостино Гандольфо (03.12.1635 — 1653);
- Доменико Кампанелла (12.01.1654 — 1663) — кармелит;
- Бьяджо Маццелла (26.02.1663 — 1664) — доминиканец;
- Джакомо Чирчи (21.07.1664 — 07.03.1699);
- Филиппо Альбини (05.10.1699 — 26.10.1722);
- Муцио Гаэта (20.01.1723 — 21.11.1735) — назначен архиепископом Бари;
- Фламинио Данца (19.12.1735 — 11.02.1762);
- Святой Альфонсо Мария де Лигуори (14.06.1762 — 26.06.1775) — редемпторист;
- Онофрио Росси (17.07.1775 — 02.11.1784);
  - Sede vacante (1784—1792);
- Паоло Поццуоли (27.02.1792 — 08.03.1799);
- Орацио Мальола (1818 — 03.01.1829);
- Эмануэле Беллорадо (24.01.1829 — 27.10.1833);
- Таддео Гарцилли (20.01.1834 — 05.03.1848);
- Франческо Явароне[итал.] (20.04.1849 — 19.08.1854);
- Франческо Паоло Леттьери (23.03.1855 — 24.06.1869);
- Доменико Рамаскьелло (22.12.1871 — 22.01.1899);
- Фердинандо Мария Чери (22.01.1899 — 1910);
- Алессио Аскалези (19.06.1911 — 09.12.1915) — назначен архиепископом Беневенто;
- Джузеппе де Нардис (12.09.1916 — 01.04.1953);
- Костантино Каминада (22.05.1953 — 16.01.1960) — назначен вспомогательным епископом Сиракуз;
- Иларио Роатта[итал.] (08.03.1960 — 02.01.1982);
- Феличе Леонардо (21.03.1984 — 30.09.1986) — назначен епископом Черрето-Саннита-Телезе-Сант-Агата-де-Готи;

### Кафедра Черрето-Саннита-Телезе-Сант-Агата-де-Готи
- Феличе Леонардо (30.09.1986 — 20.07.1991);
- Марио Пачелло[итал.] (20.07.1991 — 06.08.1997) — назначен епископом Альтамура-Гравина-Аквавива-делле-Фонти;
- Микеле Де Роза[итал.] (23.05.1998 — 24.06.2016);
- Доменико Батталья (24.06.2016 — 12.12.2020).

## Статистика
На конец 2006 года из 91 242 человек, проживающих на территории епархии, католиками являлись 90 109 человек, что соответствует 98,8% от общего числа населения епархии.
| год  | население | население | население | священники | священники        | священники         | священники                           | постоянные диаконы | монахи  | монахи  | приходы |
| год  | католики  | всего     | %         | всего      | белое духовенство | черное духовенство | число католиков на одного священника | постоянные диаконы | мужчины | женщины | приходы |
| ---- | --------- | --------- | --------- | ---------- | ----------------- | ------------------ | ------------------------------------ | ------------------ | ------- | ------- | ------- |
| 1950 | 57.479    | 57.549    | 99,9      | 76         | 70                | 6                  | 756                                  |                    | 10      | 160     | 24      |
| 1970 | 54.013    | 54.137    | 99,8      | 58         | 45                | 13                 | 931                                  |                    | 16      | 138     | 26      |
| 1980 | 51.084    | 51.357    | 99,5      | 54         | 36                | 18                 | 946                                  |                    | 22      | 83      | 26      |
| 1990 | 86.460    | 87.332    | 99,0      | 86         | 56                | 30                 | 1.005                                |                    | 37      | 120     | 60      |
| 1999 | 90.005    | 90.915    | 99,0      | 76         | 51                | 25                 | 1.184                                |                    | 29      | 110     | 60      |
| 2000 | 89.921    | 90.842    | 99,0      | 75         | 57                | 18                 | 1.198                                |                    | 21      | 105     | 60      |
| 2001 | 89.890    | 90.762    | 99,0      | 73         | 55                | 18                 | 1.231                                |                    | 21      | 104     | 60      |
| 2002 | 90.242    | 91.041    | 99,1      | 72         | 55                | 17                 | 1.253                                |                    | 19      | 102     | 60      |
| 2003 | 89.785    | 90.786    | 98,9      | 75         | 59                | 16                 | 1.197                                | 1                  | 17      | 103     | 60      |
| 2004 | 89.570    | 90.716    | 98,7      | 78         | 63                | 15                 | 1.148                                | 1                  | 15      | 101     | 60      |
| 2006 | 90.109    | 91.242    | 98,8      | 75         | 59                | 16                 | 1.201                                | 1                  | 17      | 90      | 60      |

### По епархии Черрето или Телезе
- Pius Bonifacius Gams, Series episcoporum Ecclesiae Catholicae, Leipzig 1931, p. 931 (лат.)
- Konrad Eubel, Hierarchia Catholica Medii Aevi, vol. 1 Архивная копия от 9 июля 2019 на Wayback Machine, pp. 482–483; vol. 2 Архивная копия от 4 октября 2018 на Wayback Machine, pp. XXXX, 250; vol. 3 Архивная копия от 21 марта 2019 на Wayback Machine, pp. 311–312; vol. 4 Архивная копия от 4 октября 2018 на Wayback Machine, p. 333  (лат.)

### По епархии Сант-Агата-де-Готи
- Даты приведены из Сatholic-hierarchy.org, страница
- Pius Bonifacius Gams, Series episcoporum Ecclesiae Catholicae, Leipzig 1931, pp. 845–846  (лат.)
- Konrad Eubel, Hierarchia Catholica Medii Aevi, vol. 1 Архивная копия от 9 июля 2019 на Wayback Machine, pp. 75–76; vol. 2 Архивная копия от 4 октября 2018 на Wayback Machine, pp. XII, 81; vol. 3 Архивная копия от 21 марта 2019 на Wayback Machine, p. 97; vol. 4 Архивная копия от 4 октября 2018 на Wayback Machine, p. 71  (лат.)